# Le Critique d'art
Le Critique d'art (Il critico d'arte) est une nouvelle de l'écrivain italien Dino Buzzati, publiée en 1958 dans le recueil Sessanta racconti.
La traduction en français de cette nouvelle paraît pour la première fois en France en 1968 dans le recueil Les Sept Messagers. Elle n'est pas présente dans le recueil original italien I sette messaggeri.

## Résumé
Durant la Biennale de Venise, le critique d'art Paolo Malusardi est perplexe devant l'œuvre présentée dans la DCXXIIe salle. Il s'agit du travail de Leo Squittinna, lequel n'est pas sans rappeler celui de Piet Mondrian. Il n'arrive pas à trouver quoi dire devant ces toiles, qui pourtant sont vouées, il en est sûr, à une brillante postérité, lui promettant notamment de « remplir de quadrichromies de nombreux volumes de la collection Skira ». 
Afin d'écrire une critique à la fois à la hauteur du génie que révélera sans nul doute la Biennale et qui permettra à l'avenir de reconnaître en Malusardi le découvreur de ce génie, le critique décide d'écrire à la façon de son sujet. Il écrit alors, pour le peintre abstrait, une critique abstraite. 

## Éditions françaises
- In Les Sept Messagers, recueil de vingt nouvelles de Dino Buzzati, traduction de Michel Breitman, Paris, Robert Laffont, coll. « Pavillons », 1968
- In Les Sept Messagers, Paris, UGE, coll. « 10/18. Domaine étranger » no 1519, 1982  (ISBN 2-264-00478-9)